# Ліцензіат
Ліцензіа́т — у загальному значенні це особа, що отримує ліцензію від ліцензіара на використання патента, винаходу, ноу-хау тощо на умовах, визначених за взаємною згодою сторін з урахуванням вимог законодавства; у академічному значенні — особа, якій дано ліцензію викладати певні курси на університетському рівні.
Ліцензіат — юридична особа або індивідуальний підприємець, які
мають ліцензію на здійснення конкретного виду діяльності.